# Шишкин, Казимир Алексеевич
Казимир Алексеевич Шишкин (8 ноября 1914 — 1 февраля 1987) — советский актёр театра и кино, народный артист РСФСР.

## Биография
Казимир Алексеевич Шишкин родился 8 ноября 1914 года. В 1937 году окончил Московское центральное театральное училище. Выступал на сцене драматических театров Хабаровска, Казани.
В 1955—1970 годах играл в Тульском драматическом театре.
С 1970 года был актёром Минского русского драматического театра. Преподавал в Театрально-художественном институте (сейчас Белорусская государственная академия искусств).
Умер 1 февраля 1987 года.

## Награды и премии
- Заслуженный артист РСФСР (5.03.1951)[1].
- Народный артист РСФСР (3.10.1966)[2].

## Работы в театре
- 1971 — «Дети Ванюшина» Сергея Найдёнова — Александр Егорович Ванюшин[3]
- 1975 — «Из жизни деловой женщины» Анатолия Гребнева — Ермолин[4]
- 1978 — «Тревога» Алеся Петрашкевича — Шупеня Фёдор Фомич, председатель райисполкома[5]

## Фильмография
- 1969 — Он был не один — эпизод
- 1974 — Великое противостояние — эпизод
- 1977 — Гарантирую жизнь — эпизод
- 1980 — Атланты и кариатиды — начальник строительного управления облисполкома
- 1980 — Прикажи себе — эпизод